# Xenolith

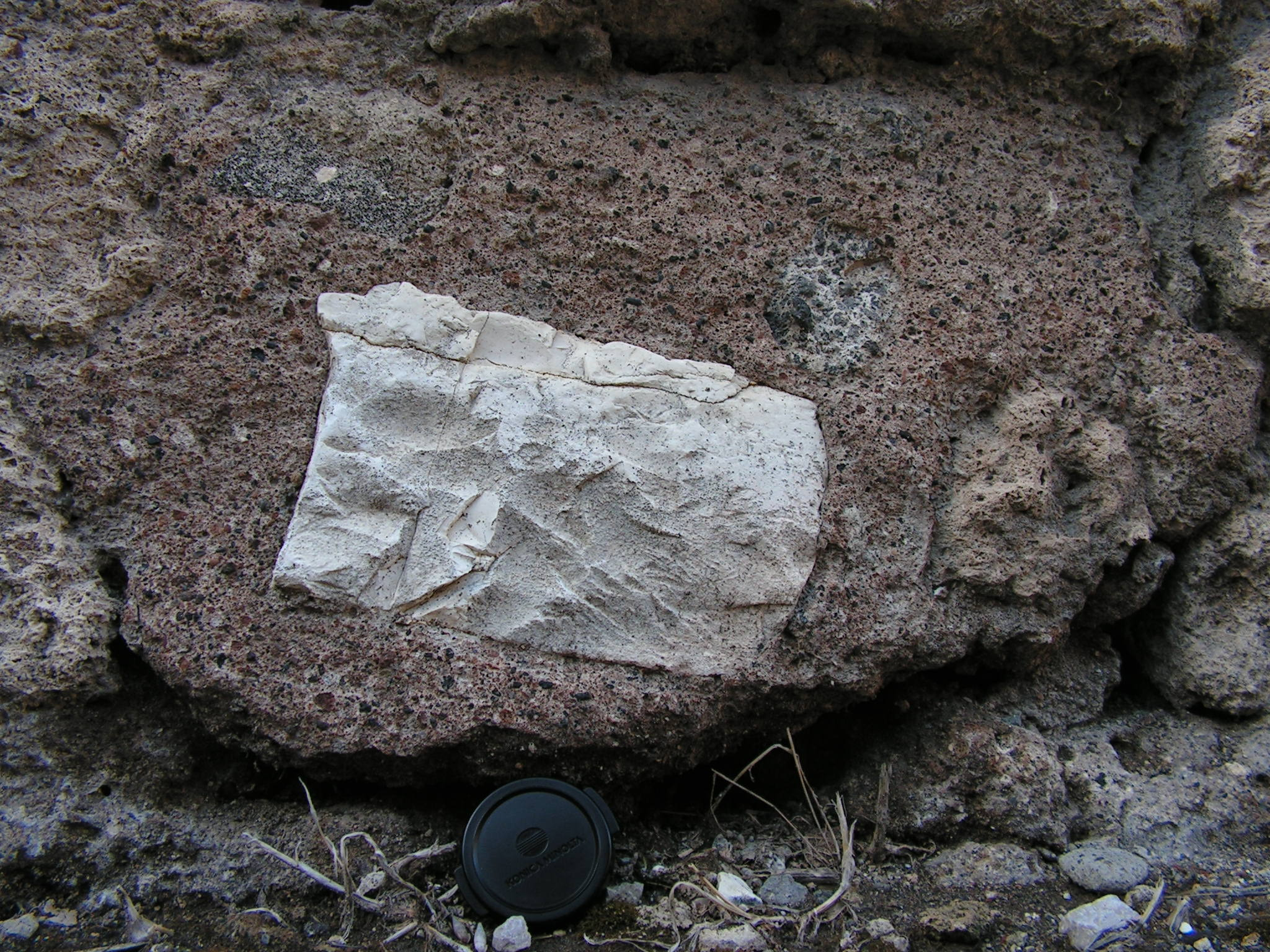
Weißer Kalkstein-Xenolith in rotbrauner Lava des Vesuvs, Italien

Ein Xenolith (von griechisch ξένος, xénos „fremd“ und λίθος, líthos, „Stein“; deutsch Fremdgestein) ist ein Einschluss (Inklusion) älteren Nebengesteins („eines Steines“) in einem Vulkanit oder Plutonit, dessen Entstehung mit der Bildung des Vulkanits oder Plutonits in keinem direkten Zusammenhang steht.
Besteht der Einschluss aus einem Kristall, bezeichnet man ihn auch als Xenokristall.

## Entstehung

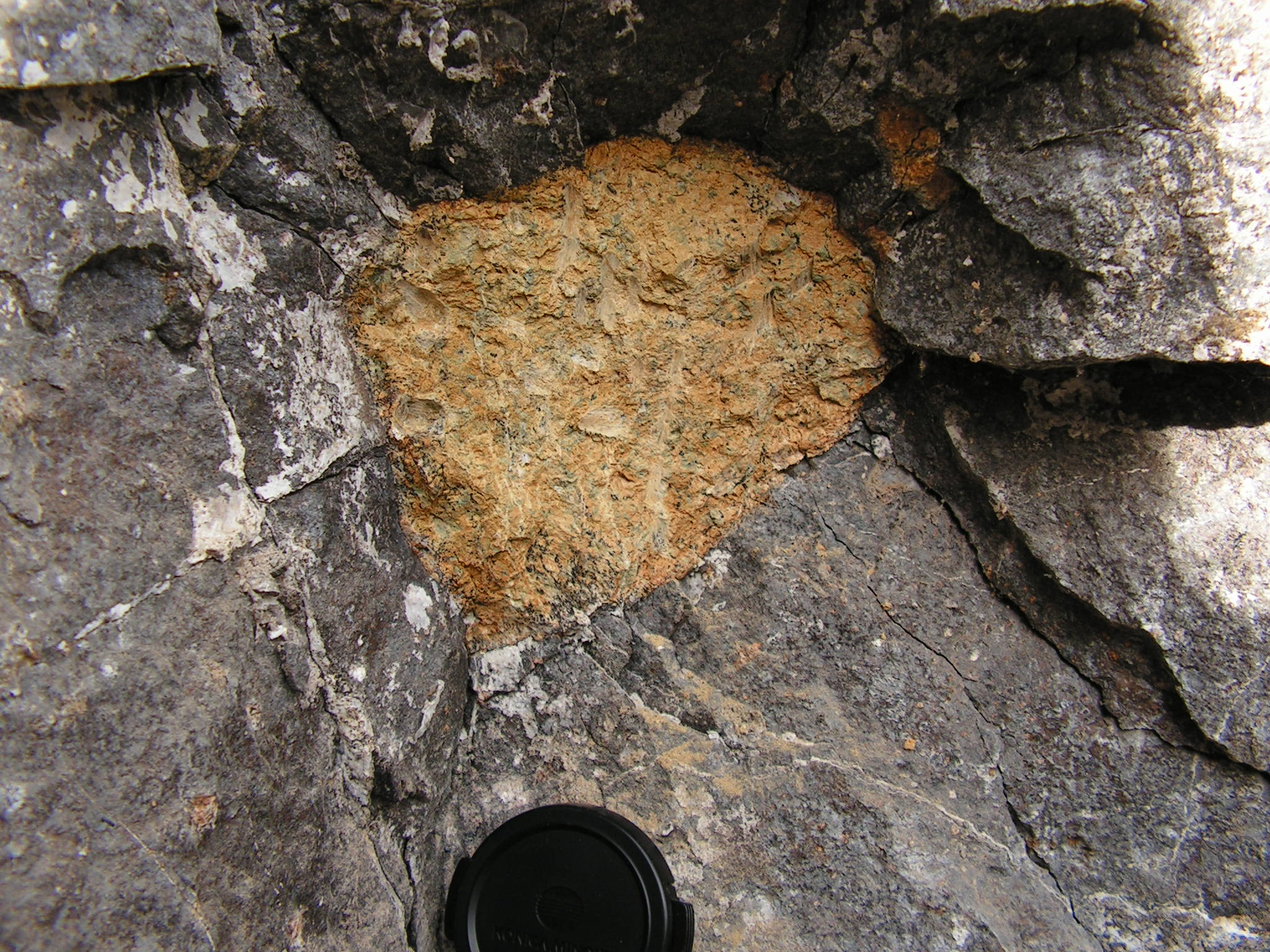
Gerundeter Mantelxenolith (gelblich verwitterter Peridotit) in grauem Olivin-Nephelinit-Lavastrom vom Lützelberg (Kaiserstuhl)

Bei der Ansammlung von Magma in der Erdkruste oder im Erdmantel sowie beim Aufstieg an die Erdoberfläche können Teile des Umgebungsgesteins ein- bzw. abbrechen und von der Schmelze aufgenommen werden. Aufgrund der hohen Temperatur eines Magmas erleiden diese Bruchstücke (Xenolithe) kontaktmetamorphe Überprägung oder Aufschmelzung. Daher weisen Xenolithe mit langer Verweildauer im Magma oft gerundete Kanten oder Kugelform auf. Die Größe von Xenolithen kann einige Millimeter bis Zehnermeter betragen. Gelegentlich werden auch Ansammlungen von (zumeist mafischen) Mineralen, die früh aus der Schmelze auskristallisieren und sich aufgrund ihrer hohen Dichte am Boden der Magmakammer ansammeln, als Xenolithe bezeichnet, obwohl es sich eigentlich nicht um Fremdgestein, sondern um ein Kumulat handelt.
Enthält ein Magma eine bedeutende Menge an Fremdgestein, kann sich durch Absorption von chemischen Elementen aus den Xenolithen die Zusammensetzung der Schmelze deutlich verändern.

## Bedeutung für die Forschung

Xenolithe (dunkle Flecke) im Granodiorit von Švihov / CZ

Die Untersuchung von Xenolithen hat eine besondere Bedeutung in der wissenschaftlichen Erforschung eines magmatischen Gesteinskörpers.
Häufig handelt es sich bei Xenolithen um aus dem Untergrund mitbeförderte Fragmente von Nebengestein. Daher stellen sie ein (in vielen Fällen das einzige) Mittel dar, um tieferliegende Gesteinsschichten unmittelbar zu untersuchen. Aus dem Fossilinhalt der Xenolithe kann auf die lokale Schichtenfolge rückgeschlossen werden. Geothermobarometrische Methoden erlauben die Abschätzung von Druck- und Temperaturbedingungen, unter denen die Xenolithe gebildet wurden. Daraus lässt sich die Tiefe, in der die Schmelze gebildet wurde, ermitteln. Metamorphe Veränderungen sowie der Grad der Rundung des Xenoliths geben einen Hinweis auf die Magmatemperatur und auf die Verweildauer. Im Idealfall kann aus diesen Angaben die Aufstiegsgeschwindigkeit des Magmas vom Ort der Entstehung zur Erdoberfläche berechnet werden.
In heute durch Erosion angeschnittenen tiefen Bereichen eines Vulkanschlotes können sich Xenolithe befinden, die in der ehemals schmelzflüssigen Schlotfüllung aus höheren Bereichen abgesunken sind. Diese Sinkschollen können Auskunft darüber geben, welche Gesteinsschichten zur Zeit der magmatischen Aktivität oberhalb des heutigen Niveaus anstehend waren und somit als Hilfsmittel zur Altersbestimmung dienen (das Magma muss jünger sein als die Sinkschollen).